# Magie

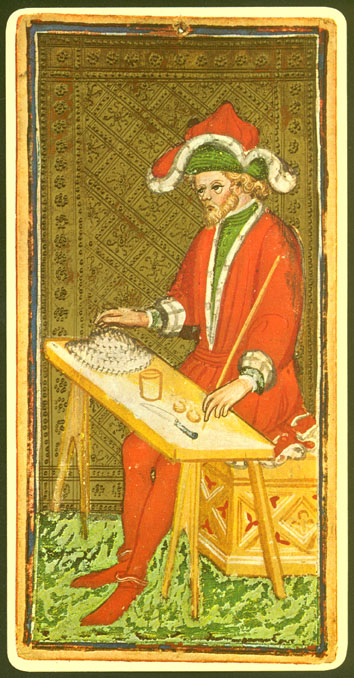
Mág na tarotové kartě z 15. století

Magie je nejasně definovaný soubor praktik a představ, který bývá zpravidla vymezován jak vůči náboženství, tak vůči vědě. S náboženstvím magie často sdílí koncept duchovních bytostí, posvátna či nadpřirozena, ale jsou ji připisovány spíše praktické a individuální cíle. Od moderní vědy se liší svými předpoklady, které neodpovídají závěrům přírodních věd, o kterých se někdy hovoří jako o sympatetické magii. Mezi cíle magii typicky náleží získání znalostí, moci, lásky či bohatství; léčení, ochrana před nebezpečím nebo naopak způsobení škody; ale také duchovní proměna a seberozvoj. K magii je řazena celá řada různých praktik jako například zaklínadla, kletby, milostná magie, výroba amuletů a talismanů, obřadní magie, theurgie a další. V závislosti na pohledu může být s magií směšováno také věštění, alchymie, čarodějnictví, šamanismus, spiritismus nebo léčitelství, či naopak takové spojení odmítáno. Magie jako odkládací kategorie pro různé jevy nespadající pod náboženství a vědu má blízko také kategoriím jako esoterismus, okultismus, mystika, pohanství, iracionalita nebo „primitivní myšlení“.
Pojem magie nepředstavuje pojem neutrální a už od svých počátků ve starověkém Řecku byl spojován s cizími, pomýlenými, podezřelými či škodlivými praktikami, v křesťanském prostředí pak s vlivem démonů, pohanstvím a pověrou. Moderní vědou pak byla magie od počátku vnímána jako iracionální a tmářská. Někteří badatelé tak zpochybňují, že pojem magie lze objektivně definovat a chápou jej především jako polemický nástroj. Historik esoterismu Wouter Hanegraaff poukazuje na to jak byl takový názor na magii využit k ospravedlnění koloniálních snah ke konverzi nezápadních, „pohanských“, národů na křesťanství a osvícenský světonázor.
Jako magie je také někdy označován iluzionismus, též eskamotérství nebo salonní kouzelnictví, artistické umění sloužící k pobavení diváků.

## Původ a vývoj pojmu

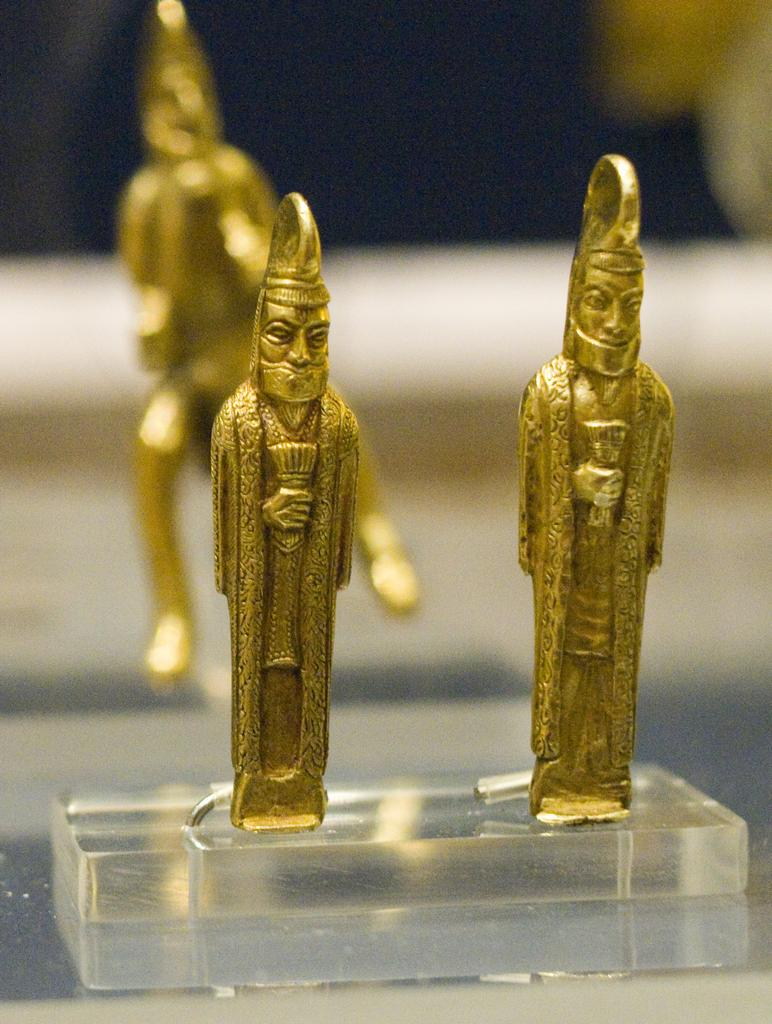
Zlaté sošky dvou achaimenovských kněží, snad mágů, z Oxuského pokladu

Slovo magie se používá ve většině moderních evropských jazyků, do kterých proniklo přes latinské magia ze starořeckého mageia. Řekové výraz přejali v 5. století př. n. l. z perského prostředí, ale starší historie slova je méně jasná. Podle řeckého historika Hérodota byli mágové jedním médských kmenů, který zaujímal významné místo na médském královském dvoře jako vykladači snů a věštci, ve staroperských nápisech z Acheimenovské říše se výraz magu-, kterým byli v označováni kněží či snad zvláštní druh kněží. Toto perské, případně médské, slovo má protějšky v avestánském mogu a védském maga-, nejspíše se stejným významem, ale jeho etymologie je neznámá. Tradičně spojováno s praindoevropským kořenem *magh- „být schopen, moci“ a z něj odvozenými výrazy ve významu „velký, mocný“, ale souvislost je nejistá.

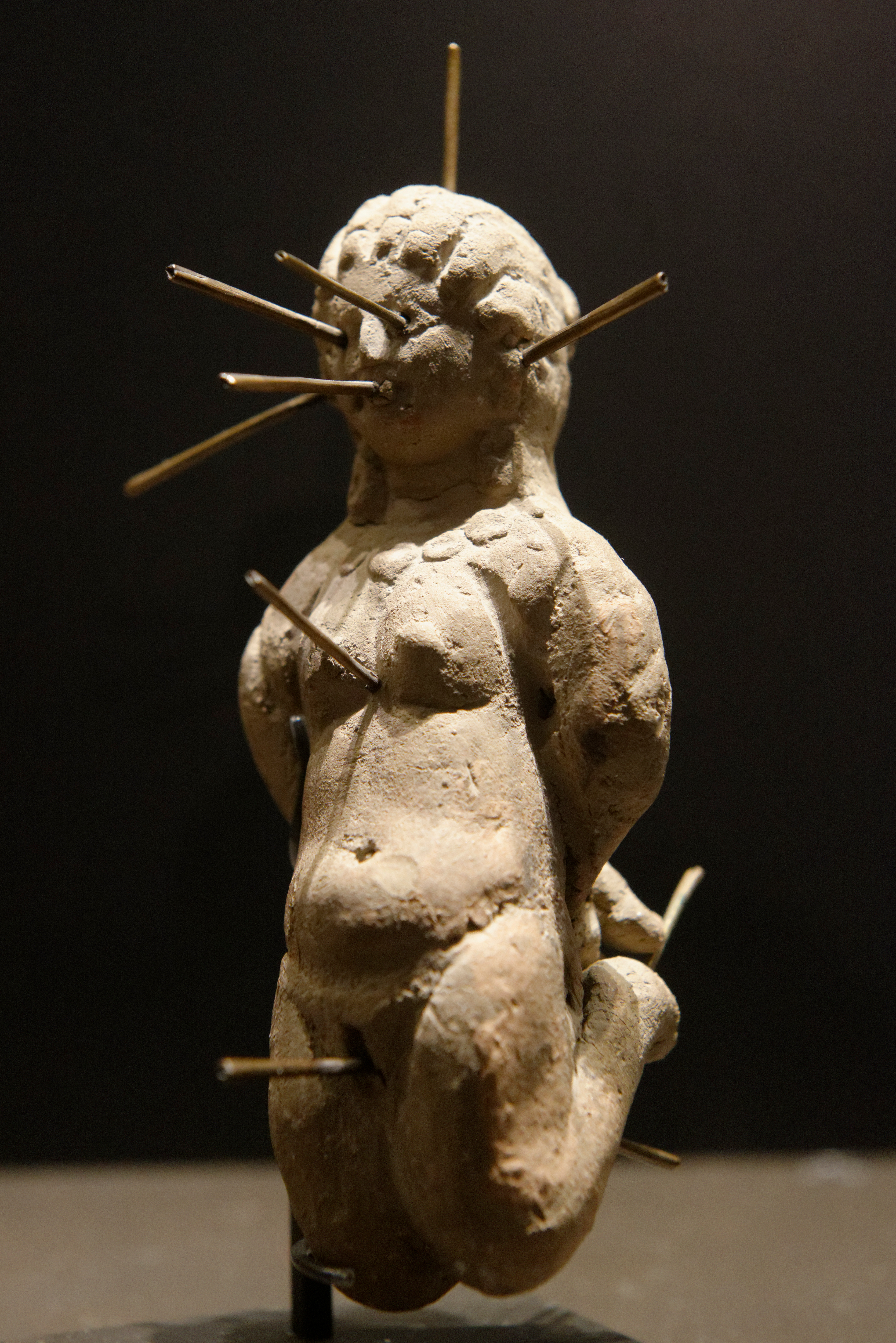
Kollosoi „vúdú panenka“ z 4. století nalezená společně s proklínací tabulkou obsahující milostné kouzlo, Římský Egypt, hlína a bronz, Louvre.

Ve starověkém Řecku byly vedle výrazu magie užívána i domácí slova jako goétia (γοητεία) „umění goétů, křik, kvílení (nad mrtvými)“, farmakeia (φαρμακεία) „kouzla, čarodějnictví, léčení, travičství“. Magií bylo rozuměno především provádění určitých soukromých obřadů, činnost některých mysterijních kultů, vázací kouzla a některé formy věštění. Ty byly považovány za něco cizího a barbarského, a její původ spojován s Persií, Chaldejskem, Judeou, výjimečně i s Egyptem. Legitimita takových praktik bylo považováno za pochybnou, stojící v opozici k otevřeně vyznávanému oficiálnímu náboženství, a jejich výsledky zpravidla za škodlivé. Takový náhled na povahu magii v zásadě sdíleli i Římané.
Z řecko-římského prostředí se dostal termín magie do učené křesťanské tradice, která si taktéž zachovala negativní náhled na magii a její spojování s cizími náboženskými tradicemi. Cizím náboženstvím se ale pro křesťany staly klasické kulty, chápané jako „pohanství“ a „pověra“. Staré náboženství a jeho praktiky tak byly jako celek často chápány jako „magie“ spjatá s pohanskými bohy, tedy démony. Zároveň se od 13. století objevil koncept přirozené magie, která postrádala náboženský rozměr a byla morálně neutrální. V raně novověké Evropě byla takto chápaná magie hodnocena často pozitivně, především v rámci renesanční magie, ze stejné doby ale zároveň pochází její největší odsouzení. Pozitivní hodnocení magie, chápané jako dávná moudrost nebo přirozená magie, se objevovala ještě na počátku osvícenství, ale brzy se stala „zbytkovou kategorií“, do které bylo ukládáno to se nedalo zařadit ani k náboženství, ani k vědě. Slovo magie se tak stalo synonymní s výrazy jako esoterismus, okultismus, mysticismus, iracionalismus nebo primitivní myšlení.
Další posun významu slova magie lze pozorovat v souvislosti s pronikáním křesťanství mimo klasický svět. Náboženství „pohanských“ národů Evropy: Slovanů, Baltů, Germánů, Keltů a dalších byly chápány, stejně jako klasické kulty, jako forma magie. V rámci tohoto procesu slovo magie splynulo s domácími výrazy pro různé praktiky a víry, které můžou být chápány jako „magické“, zároveň často došlo k posunutí významu a původně v zásadě neutrální výrazy začaly být někdy spojovány s negativně chápaným čarodějnictvím. Řadu slov které splynuly nebo byly nahrazeny výrazem magie lze nalézt například ve slovanských jazycích, příkladem jsou české čáry a kouzla, v jazycích germánských a na Britských ostrovech bylo s magií ztotožněno umění druidů. Podobný proces lze sledovat v rozšíření pojmu magie v souvislosti s expanzí západní kultury mimo Evropu. Domorodá náboženství byla stejně jako evropské pohanství chápána jako magická a pověrečná a prostřednictvím takového pohledu byl ospravedlněn kulturní imperialismus. Nezápadní populace měly přestoupit na křesťanství a osvícenský světonázor, které v tomto ohledu splývaly. Používání pojmu magie v nezápadním kontextu je však často zavádějící. Příkladem může být havajský pojem hoˋomana „udělat posvátným, naplnit posvátným“, který by se měl jak poukázal historik David Malo překládat spíše jako „náboženství“ než jako „magie“, jak se zpravidla děje. V japonštině došlo z důvodu neexistence domácí pojmu k převzetí západního slova v podobě majikku, které ale ani tak nemá přesně stejný obsah jako „magie“. V Číně nebo Indii zase bývají praktiky chápané někdy ze západního pohledu jako magické, příkladem může být feng-šuej nebo tantra, součástí nábožensko-filosofických systémů a těmto kulturám není paradigma magie-náboženství-věda vlastní. Podobně hovoří o nevhodnosti použití pojmu magie pro západoafrický vodun, který postrádá pojem „nadpřirozena“, informatik a religionista László Hajnal.

## Definice a vymezení
Pojem magie byl v antickém i křesťanském prostředí chápán jako protiklad „pravého“ náboženství a ve svých nejstarších definicích je tak magie opakem náboženství. Další definice se objevila v protestantském a osvícenském prostředí – magie byla chápána jako protiklad vědy a racionálního myšlení. Obě tato stanoviska sloužila v zásadě ke kritice toho, co bylo označováno jako magie a vycházela z ideologických, křesťanských či osvícenských, pozic. Od 19. století se nejrůznější badatelé, převážně antropologové a sociologové, pokoušeli o objektivní, sekulární, definici a vymezení pojmu magie. I v těchto nových pokusech ale stále přetrvávala triáda magie-náboženství-věda a ve velké míře navazují na obě starší pojetí. Mezi nejčastější z nich patří následující:
- Chápání magie jako vědy založené na falešných předpokladech o souladu mezi různými jevy v realitě, která nijak, alespoň původně, nesouvisí s náboženstvím. Počátky této hypotézy jsou spojeny s britskou evolucionistickou antropologií druhé poloviny 19. století, především s jmény Herberta Spencera (1820 – 1903), Edwarda Burnetta Tylora (1832 – 1917) a Jamese Frazera (1854 – 1941), přičemž poslední ji popularizoval svým dílem Zlatá ratolest a koncipováním pojmu sympatetická magie.[17][2]

- Chápání jako magie jako fenoménu podobného náboženství, ale zároveň jako jeho protipól. Zatímco náboženství slouží potřebám komunity, magie je soukromá a její cíle či metody mohou být i zakázané. V takovém pojetí jsou si magie a náboženství blízké, ale jsou vůči sobě nepřátelské a konkurenční, protože magie je ne-sociální, zatímco náboženství sociální. Počátky této hypotézy jsou spojeny s francouzskou sociologií počátku 20. století, především se jmény Émila Durkheima (1858 – 1917) a Marcela Mausse (1872 – 1950).[18][2] Klasický badatel Radcliffe Edmonds na základě starořeckého materiálu magii definoval  podobně, jako „ritualizované jednání, které se vymyká normě dané společnosti.”[19]

- Chápání magie jako založené na typu myšlení, který je odlišný od myšlení vlastního modernímu západnímu člověku. Takové hypotézy vychází především z díla francouzského filozofa Luciena Lévy-Bruhla (1857 – 1939), který se ovšem k problému magie nevyjádřil, a jeho konceptu pre-logického myšlení.[2]

- Chápání magie jako nevhodné, direktivní manipulace a donucování duchovních bytostí k vlastnímu prospěchu. Takové chápání vychází z antické a křesťanské tradice,[16] ale důraz na direktivní charakter magie a její praktické cíle se objevuje i u německého sociologa Maxe Webera (1864 – 1920).[20]. Donucování duchovních bytostí s magií spojoval i James Frazer,[21] orientaci magie na praktické cíle zase zdůrazňoval britský antropolog Bronisław Malinowski (1862 – 1939).[22]

Kromě těchto definic a vymezení existují ještě další, méně významné, ale žádná z nich se nestaly dominantními. Problémy spojené s definicí pojmu a jeho ideová zatíženost vedly některé badatele, především po 2. světové válce, k odmítnutí celého termínu a především jeho rozlišování od náboženství. Na obhajobu termínu magie, včetně některých jeho definičních rysů, na druhou stranu vystoupil klasický badatel Hendrik Versnel, který namítá, že přes validní námitky na problémy spojené s distinkcí mezi magií a náboženstvím je pojem magie stále užitečný, protože „nelze mluvit o magii bez použití pojmu magie“. Domnívá se, že pojem lze chápat jako polytetický, založený na „rodinné podobnosti“.
Na kritiku pojmu magie navazuje také historik esoterismu Wouter Hanegraaff, který rozlišuje dva způsoby jeho užití. V prvním případě je používán s ohledem na jeho různé významy a konotace od antiky po současnost, v druhém případě je používán jako „zbytková kategorie“ pro výrazně různorodé praktiky a představy, které nelze označit jako náboženství ani jako vědu. Tento druhý způsob kritizuje a přirovnává jeho chápání pojmu magie k dalším, podobně nejasným a hodnotově zatíženým pojmům, jako je okultismus, esoterismus, pověra, mystika, iracionálno, primitivní myšlení, pohanství, modloslužebnictví nebo fetišismus. Takto chápaný pojem magie navíc stále slouží jako negativní nálepka – magie je na rozdíl od vědy považována za pomýlenou ani k ní není přistupováno s respektem jako k náboženství, respektive ke správnému náboženství, tedy křesťanství hlavního proudu. Podle Hanegraafa takto definovaná magie představuje „falešné“ náboženství a vědu a stojící v opozici k „pravému“ náboženství a vědě, a pojem, který byl použit na ospravedlnění misionářství a kolonialismu vůči nezápadním, „primitivním“, populacím. Zároveň se domnívá, že tato reifikace, respektive představa, že magie představuje objektivní kategorii, vedla k popularizaci magie jako protipólu toho co je vnímáno jako dogmatické náboženství a mechanistická věda. Pro kritiky „odkouzlení světa“ a  moderní západní civilizace se tak stala magie, která stále přežívá mezi „primitivy“ a „ušlechtilými divochy“ lákavou alternativou.
Co se týče vztahu magie a vědy tak magie si stejně jako věda nárokuje efektivitu, tedy schopnost dosáhnout určených cílů. Na rozdíl od vědy je však často úspěch není poměřován empiricky a experimentálně, ale symbolicky, čímž se podobá náboženství. Z tohoto důvodu je magie vědou chápána jako založená na mylných předpokladech a neschopná dosáhnout svých vlastních cílů. Na druhou stranu vznik vědeckých metod pozorování a experimentu byl úzce spojen s formami magie jako je alchymie nebo astrologie.

## Historie

### Starověk

#### Starověká Mezopotámie

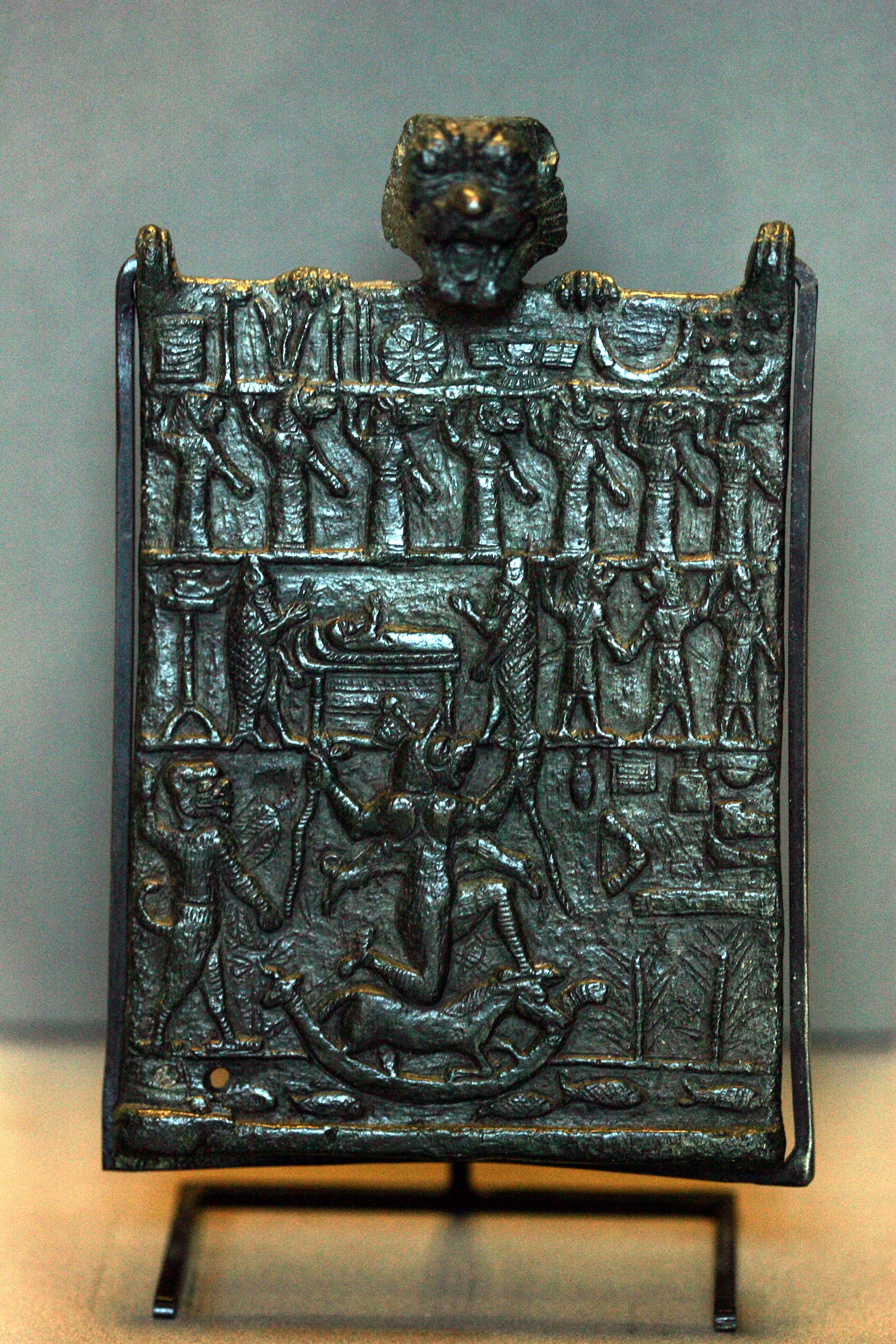
Bronzová destička magické ochrany z Novoasyrské říše

Magie byla v Mezopotámii uplatňována v mnoha rituálech a lékařských formulí a aby čelila zlým znamením. Obranná nebo legitimní magie v Mezopotámii (asiputu nebo masmassutu v akkadském jazyce) byla zaříkadla a rituální praktiky určené ke změně konkrétní reality. Staří Mezopotámci věřili, že magie je jedinou životaschopnou obranou proti démonům, duchům a zlým čarodějům. Aby se ubránili proti duchům těch, kterým ublížili, nechali oběti známé jako kispu v hrobce dané osoby v naději, že ji usmíří. Pokud se to nepovedlo, někdy také vzali figurku zesnulého a zakopali ji do země, přičemž požadovali, aby bohové ducha vymýtili, nebo jej donutili nechat člověka na pokoji.
Obyvatelé Mezopotámie také používali magii, aby se ochránili před zlými čaroději, kteří by na ně mohli uvalit kletby. Černá magie jako kategorie ve starověké Mezopotámii neexistovala a člověk oprávněně užívající magii k obraně proti nelegitimní magii by používal úplně stejné techniky. Jediný hlavní rozdíl byl v tom, že kletby byly uzákoněny tajně; zatímco obrana proti čarodějnictví byla vedena pod širým nebem, pokud možno před publikem. Jeden rituál k potrestání čaroděje byl známý jako Maqlû. Osoba, na kterou by se dívalo jako na čarodějnictví, vytvořila podobiznu čaroděje a v noci ji postavila před soud. Poté, jakmile byla určena povaha čarodějových zločinů, dotyčná osoba spálila podobiznu a zlomila tak čarodějovu moc nad nimi. Obyvatelé Mezopotámie nerozlišovali mezi racionální vědou a magií.  Když člověk onemocněl, lékaři mu předepisovali jak magické formule, tak i léčebné postupy.

#### Starověký Egypt

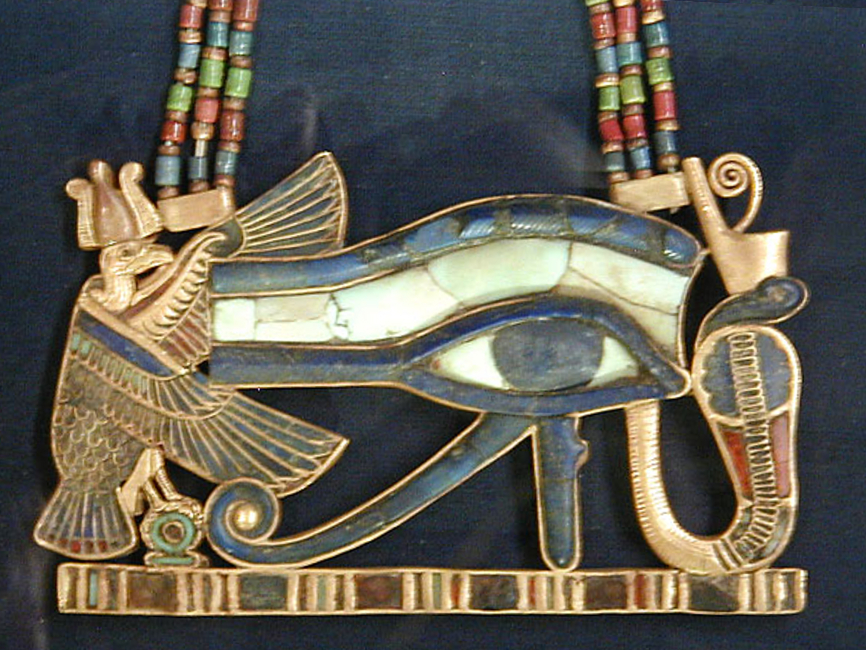
Starověký amulet Horovo oko

Ve starověkém Egyptě (v egyptském jazyce Kemet) byla magie (zosobněná jako bůh Heka) nedílnou součástí náboženství a kultury, která je nám známa prostřednictvím značného korpusu textů, které jsou produkty egyptské tradice.
Zatímco kategorie magie byla pro moderní egyptologii sporná, existuje jasná podpora pro její použitelnost ze starověké terminologie. Koptský výraz hik je potomkem faraonského výrazu heka , který na rozdíl od svého koptského protějšku neměl žádnou konotaci bezbožnosti nebo nezákonnosti a je doložen od Staré říše až po římskou éru. Heka byla považována za morálně neutrální a byla aplikována na praktiky a přesvědčení jak cizinců, tak Egypťanů. Pokyny pro Merikare nás informují, že heka byla dobrodiní, které tvůrce daroval lidstvu, „aby byla zbraněmi k odražení úderu událostí“.
Magii praktikovala jak gramotná kněžská hierarchie, tak negramotní farmáři a pastevci a princip heka byl základem všech rituálních činností, jak v chrámech, tak v soukromých prostředích.
Během pozdního šestého a začátku pátého století př. n. l. byl perský magus pořečtěn a zaveden do starověkého řeckého jazyka jako μάγος a μαγεία. Tím se změnil význam, získal negativní konotace, přičemž mágové byli považováni za šarlatány, jejichž rituální praktiky byly podvodné, podivné, nekonvenční a nebezpečné.
V průběhu historie se pojetí toho, co je magie, měnilo, vždy to však byla nauka určená úzkému okruhu zasvěcenců, kteří své učení předávali pomocí různých rituálů a složité symboliky. Praktikování magie bylo velmi silné před vznikem jednotlivých náboženství, po jejich rozvoji se magie stala součástí náboženských a mytologických systémů prakticky ve všech starověkých říších. Pomocí různých magických rituálů a formulí se léčilo, magie ovlivňovala zakládání nových měst a celkově zasahovala do života. 

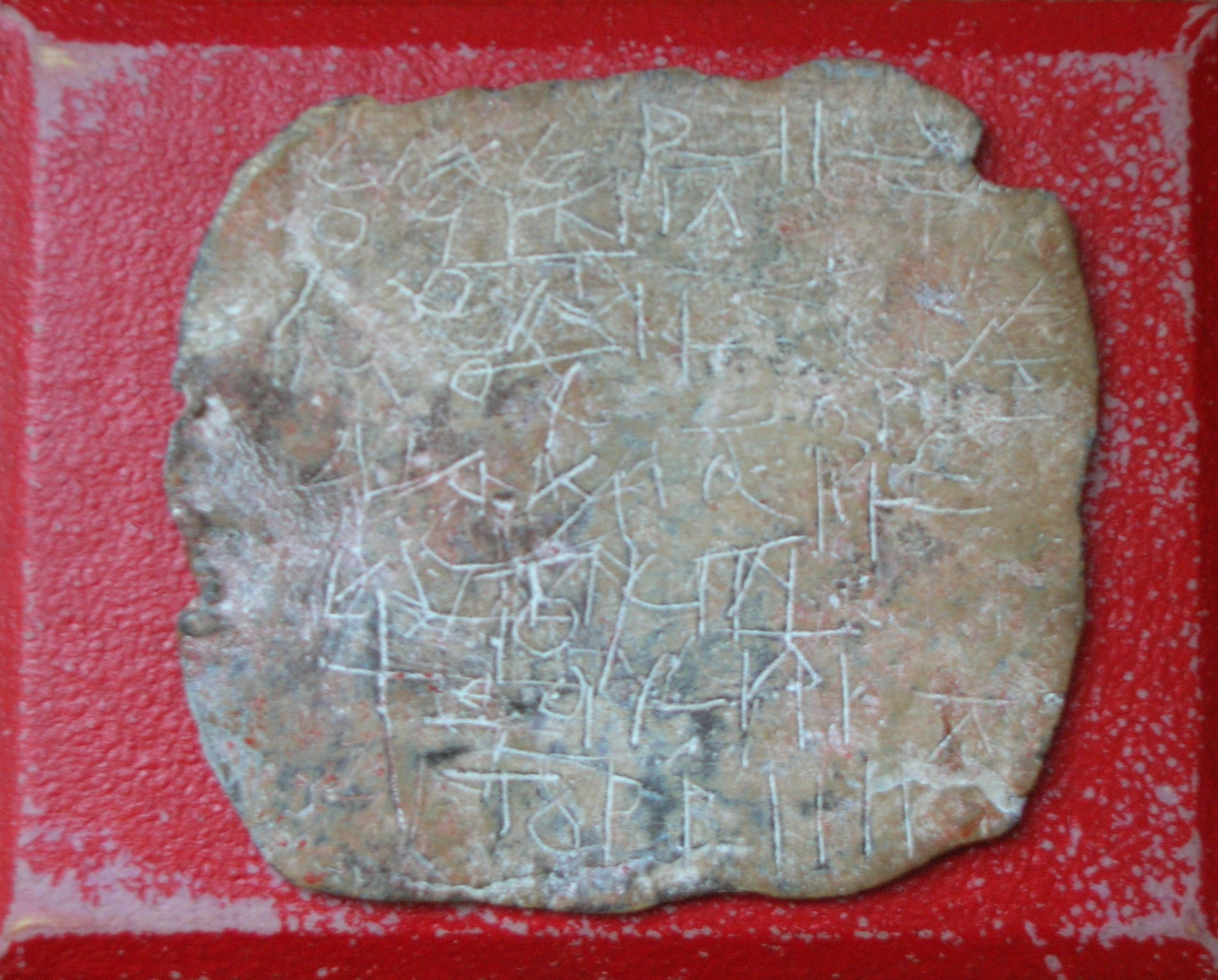
Starověká řecká tabulka s kletbou

### Středověk
Magické praktiky jako věštění, výklad znamení, čarodějnictví a používání kouzel byly výslovně zakázány v Mojžíšském zákoně a odsouzeny v biblických dějinách králů.  Proti mnohým z těchto praktik se hovořilo i v Novém zákoně.
Někteří komentátoři říkají, že v prvním století našeho letopočtu ranní křesťanští autoři absorbovali řecko-římský pojetí magie a začlenili jej do své rozvíjející se křesťanské teologie a že tito křesťané zachovali již implikované řecko-římské negativní stereotypy magie a rozšířili je začleněním pojmových vzorců vypůjčených z židovského myšlení, zejména protiklad magie a zázraku .
Pro raně křesťanské spisovatele, jako byl svatý Augustin, magie nepředstavovala pouze podvodné a nepovolené rituální praktiky, ale byla pravým opakem náboženství, protože se spoléhala na spolupráci démonů, stoupenců Satana.
Pro raně křesťanské spisovatele, jako byl svatý Augustin, magie nepředstavovala pouze podvodné a nepovolené rituální praktiky, ale byla pravým opakem náboženství, protože se spoléhala na spolupráci démonů, stoupenců Satana. V tomto byly křesťanské představy o magii úzce spjaty s křesťanskou kategorií pohanství a magie i pohanství byly považovány za součást širší kategorie superstitio (pověra), což je další pojem vypůjčený z předkřesťanské římské kultury.
V raném středověku magie a víra v ní přežívala především v nekřesťanském světě. Ve 13. století došlo k popularizaci astrologie, která měla vliv na některé pozdější mágy. Výraznější rozvoj hermetismu začal v renesanci na níž měly značný vliv i myšlenky novoplatónismu, který měl k magii poměrně blízko. V této době se objevila myšlenka, že magie je vlastně praktickou metafyzikou, kterou někteří lidé zabývající se magií považují za platnou doposud. S novoplatónismem se do evropského myšlení dostaly prvky egyptské magie, které byly později obohaceny východní mystikou.

### Novověk

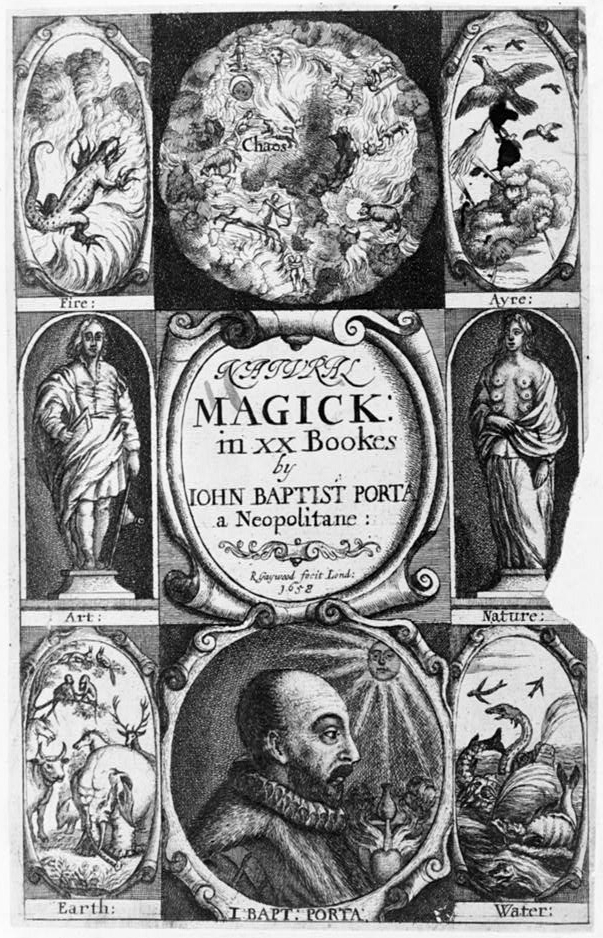
Počáteční strana anglické příručky o magii z roku 1658

K obnovení zájmu o magii došlo v 19. a 20. století v tomto období však magie v chápání široké veřejnosti splynula s čarodějnictvím a jako taková se odrazila ve fantasy literatuře, či ve světě počítačových her. Lidí praktikujících magii není mnoho, zájem se tak spíše soustředí do zkoumání magie jako fenoménu než do magické praxe.
Přesto v současné době po celém světě existuje množství okultních řádů a společností, které se věnují i praktikování různých forem magie.

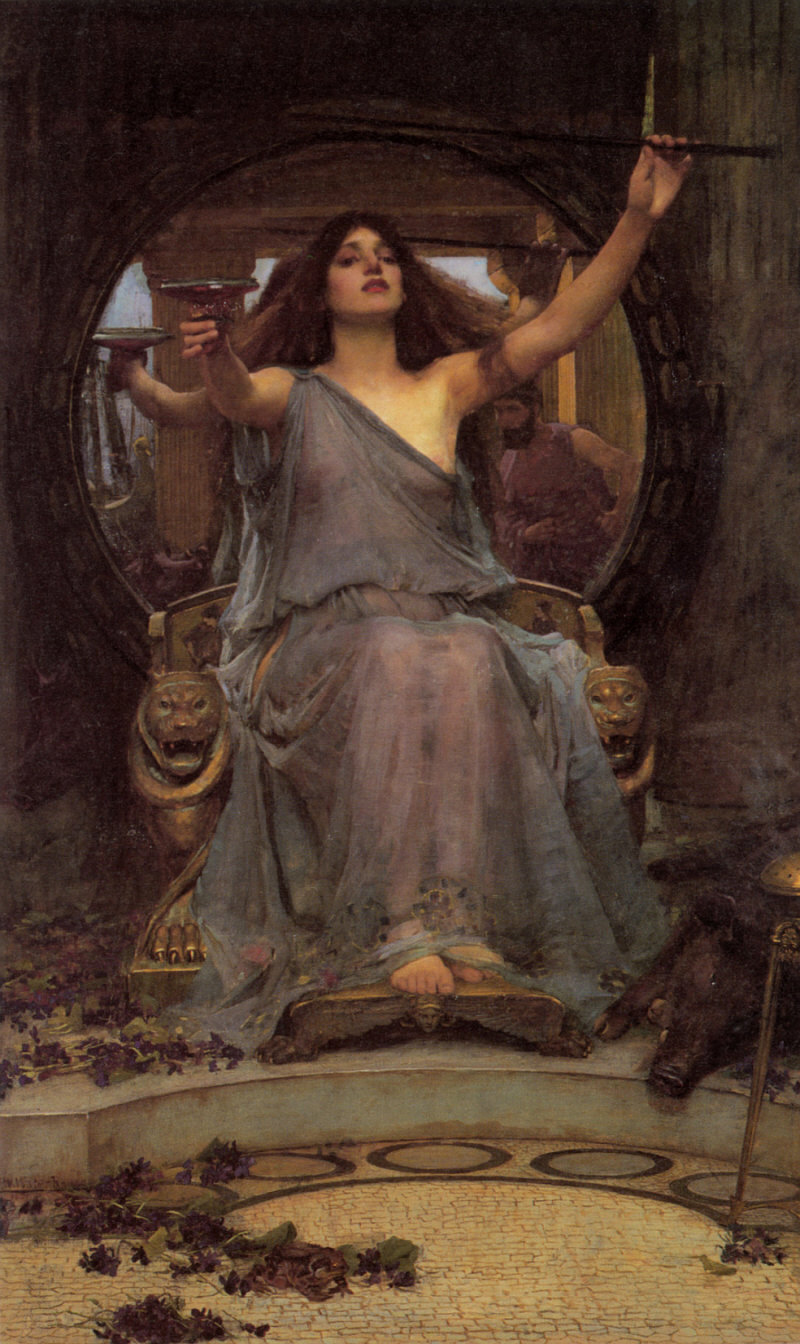
Kirké podává pohár Odysseovi (John William Waterhouse, 1891)